# Музей Минского метрополитена
Музей Минского метрополитена (бел. Музей Мінскага метрапалітэна) — музей на втором этаже станции «Могилёвская» в Минске (Беларусь).

## История
Открыт 11 сентября 2015 года на втором этаже станции «Могилёвская».

## Описание
В помещении размером 150 м² представлены снимки процесса строительства, фрагменты отделочных материалов станций, элементы конструкции путей и подвижного состава, униформа обслуживающего персонала, аппараты для размена и счёта монет, коллекция жетонов и проездных, символические ключи от станций, открытая для посещения кабина машиниста. В музее также проводятся демонстрации фильма об истории Минского метрополитена и анимационных роликов по Правилам безопасного поведения в метро.
Предусмотрено сопровождение экскурсовода.